# Karadikop, Hubli
Karadikop là một làng thuộc tehsil Hubli, huyện Dharwad, bang Karnataka, Ấn Độ.